# Campeonato Mundial de Triatlón Ironman de 2011
El Campeonato Mundial de Triatlón Ironman de 2011 se celebró el 8 de octubre de 2011, en Kailua, Hawái. Fue la 35º edición del Campeonato Mundial de Triatlón Ironman, celebrada sin interrupción desde 1978. El campeonato fue organizado por la World Triathlon Corporation (WTC).
En hombres, se impuso por tercera vez Craig Alexander, consiguiendo el récord de la prueba.

## Clasificación

### Masculino
| Pos.    | Tiempo (h:mm:ss) | Nombre          | País       | Tiempos (h:mm:ss) | Tiempos (h:mm:ss) | Tiempos (h:mm:ss) | Tiempos (h:mm:ss) | Tiempos (h:mm:ss) |
| Pos.    | Tiempo (h:mm:ss) | Nombre          | País       | Natación          | T1                | Bici              | T2                | Atletismo         |
| ------- | ---------------- | --------------- | ---------- | ----------------- | ----------------- | ----------------- | ----------------- | ----------------- |
|         | 8:03:56          | Craig Alexander | Australia  | 0:51:56           | 0:01:56           | 4:24:05           | 0:01:58           | 2:44:03           |
|         | 8:09:11          | Pete Jacobs     | Australia  | 0:51:38           | 0:01:57           | 4:31:01           | 0:02:07           | 2:42:29           |
|         | 8:11:07          | Andreas Raelert | Alemania   | 0:51:58           | 0:02:04           | 4:26:52           | 0:02:27           | 2:47:48           |
| 4º      | 8:12:58          | Dirk Bockel     | Luxemburgo | 0:51:44           | 0:02:01           | 4:24:17           | 0:01:55           | 2:53:04           |
| 5º      | 8:20:12          | Timo Bracht     | Alemania   | 0:53:27           | 0:01:43           | 4:35:07           | 0:02:22           | 2:47:26           |
| Fuente: |                  |                 |            |                   |                   |                   |                   |                   |

Alexander batió el récord de la prueba por 12 segundos, que tenía Luc Van Lierde en 1996.

### Femenino
| Pos.    | Tiempo (h:mm:ss) | Nombre              | País        | Tiempos (h:mm:ss) | Tiempos (h:mm:ss) | Tiempos (h:mm:ss) | Tiempos (h:mm:ss) | Tiempos (h:mm:ss) |
| Pos.    | Tiempo (h:mm:ss) | Nombre              | País        | Natación          | T1                | Bici              | T2                | Atletismo         |
| ------- | ---------------- | ------------------- | ----------- | ----------------- | ----------------- | ----------------- | ----------------- | ----------------- |
|         | 8:55:08          | Chrissie Wellington | Reino Unido | 1:01:03           | 0:02:05           | 4:56:53           | 0:02:26           | 2:52:41           |
|         | 8:57:57          | Mirinda Carfrae     | Australia   | 0:57:17           | 0:01:54           | 5:04:16           | 0:02:21           | 2:52:09           |
|         | 9:03:29          | Leanda Cave         | Reino Unido | 0:53:54           | 0:02:03           | 4:58:41           | 0:02:15           | 3:06:36           |
| 4º      | 9:06:57          | Rachel Joyce        | Reino Unido | 0:53:56           | 0:02:00           | 4:58:57           | 0:02:11           | 3:09:55           |
| 5º      | 9:07:32          | Caroline Steffen    | Suiza       | 0:57:15           | 0:01:54           | 4:50:26           | 0:02:41           | 3:15:17           |
| Fuente: |                  |                     |             |                   |                   |                   |                   |                   |

## Eventos

### Ironmans clasificatorios
| Fecha           | Evento                     | Localización                           |
| --------------- | -------------------------- | -------------------------------------- |
| 12 Sep. de 2010 | Ironman Wisconsin          | Madison, Wisconsin                     |
| 9 Oct. de 2010  | Ironman World Championship | Kailua, Hawái                          |
| 6 Nov. de 2010  | Ironman Florida            | Panama City Beach, Florida             |
| 21 Nov. de 2010 | Ironman Arizona            | Tempe, Arizona                         |
| 28 Nov. de 2010 | Ironman Cozumel            | Cozumel, México                        |
| 5 Dic. de 2010  | Ironman Western Australia  | Busselton, Australia Occidental        |
| 5 Mar. de 2011  | Ironman New Zealand        | Taupo, Nueva Zelanda                   |
| 10 Abr. de 2011 | Ironman South Africa       | Port Elizabeth, Sudáfrica              |
| 1 May. de 2011  | Ironman Australia          | Port Macquarie, Nueva Gales del Sur    |
| 7 May. de 2011  | Ironman St.George          | St. George, Utah                       |
| 21 May. de 2011 | Ironman Lanzarote          | Puerto del Carmen, Lanzarote, España   |
| 21 May. de 2011 | Ironman Texas              | The Woodlands Township, Texas, EE. UU. |
| 29 May. de 2011 | Ironman Brazil             | Florianópolis, Brasil                  |
| 26 Jun. de 2011 | Ironman France             | Niza, Francia                          |
| 26 Jun. de 2011 | Ironman Coeur d'Alene      | Coeur d'Alene, Idaho, EE. UU.          |
| 4 Jul. de 2011  | Ironman Austria            | Klagenfurt, Austria                    |
| 10 Jul. de 2011 | Ironman Switzerland        | Zúrich, Suiza                          |
| 24 Jul. de 2011 | Ironman Germany            | Fráncfort del Meno, Alemania           |
| 25 Jul de 2011  | Ironman Lake Placid        | Lake Placid, Nueva York, EE. UU.       |
| 31 Jul. de 2011 | Ironman UK                 | Bolton, Gran Mánchester, Reino Unido   |
| 7 Ago. de 2011  | Ironman Regensburg         | Ratisbona, Baviera, Alemania           |
| 28 Ago. de 2011 | Ironman Louisville         | Louisville, Kentucky, EE. UU.          |
| 28 Ago. de 2011 | Ironman Canada             | Penticton, Columbia Británica, Canadá  |